# Cupido com uma borboleta
Cupido com uma borboleta (em francês:  L'Amour au Papillon) é uma pintura a óleo sobre tela do pintor francês, um dos mais importantes expoentes do século XIX do academismo, William-Adolphe Bouguereau, executada em 1888.
A obra encontra-se atualmente preservada como parte da colecção de Fred e Sherry Ross, em Nova Jersey.